# Neocnemidocoptes gallinae
Neocnemidocoptes gallinae är en spindeldjursart som först beskrevs av Louis-Joseph Alcide Railliet 1887.  Neocnemidocoptes gallinae ingår i släktet Neocnemidocoptes och familjen Knemidokoptidae. Inga underarter finns listade i Catalogue of Life.